# Aeroportul Silampari
Aeroportul Silampari (IATA: LLJ, ICAO: WIPB) este un aeroport din Lubuk Linggau⁠(d), Sumatera Selatan⁠(d), Indonezia ce deservește zona Lubuk Linggau⁠(d).
Situat la o altitudine de 125 m, aeroportul dispune de o singură pistă.